# Aulo Atilio Calatino
Aulo Atilio Calatino (latino: Aulus Atilius Calatinus) (Calatia, ... – ...; fl. III secolo a.C.) è stato un politico e militare romano che combatté durante la prima guerra punica.

## Biografia
Fu eletto console per la prima volta nel 258 a.C. ed ebbe come collega Gaio Sulpicio Patercolo; secondo Polibio gli fu affidato il compito di proseguire le operazioni militari in Sicilia assieme all'altro console, mentre secondo altri autori lui solo ebbe il comando. Come prima operazione tentò di attaccare Panormus, dove si erano acquartierate le truppe cartaginesi per l'inverno; il console romano offrì più volte battaglia al nemico con l'intero esercito, ma i cartaginesi preferirono rimanere asserragliati in città. Per tale motivo Calatino diresse il suo esercito verso altri obiettivi: riuscì prima ad occupare la città di Hippana e successivamente, dopo essersi congiunto con le forze del proconsole Gaio Aquilio Floro, anche la fortezza di Mytistratum, che venne completamente distrutta e data alle fiamme.
L'anno successivo celebrò un trionfo come pretore.
Eletto di nuovo console nel 254 a.C., insieme a Gneo Cornelio Scipione Asina, espugnò Palermo insieme al collega, ma solo Asina ottenne il trionfo.
Dopo il disastro della battaglia di Trapani fu eletto dittatore e guidò un esercito in Sicilia. Nel 247 a.C. fu eletto censore.
Eresse un tempio alla Speranza nel Foro Olitorio e uno alla Fede sul Campidoglio. Parte del suo epitaffio viene citato da Cicerone nel suo Cato maior de senectute, come anche nel de finibus bonorum et malorum.